# Michela Pincay
Michela Pincay Bustamante (Guayaquil, 21 de mayo de 1991) es  presentadora de televisión ecuatoriana.

## Biografía

### Primeros años y estudios
Michela Pincay Bustamante nació el 21 de mayo de 1991, en Guayaquil, Ecuador. Estudió en el colegio María Auxiliadora de Guayaquil, donde destacó en sus estudios llegando a ser una de las abanderadas y se graduó con honores. En la Universidad Espíritu Santo, realizó sus estudios en Comercio Exterior, y más tarde los complemento con Comunicación Social luego de entrar al mundo de la televisión.
En 2019 realizó su masterado en Dirección de Comunicación, en España.

### Inicios en la televisión
Inició su carrera televisiva en 2010, a los 18 años de edad, después de participar en un desfile de modas, cuando una amiga le pidió que la acompañe a realizar el casting para un nuevo programa de RTS. Michela no realizó el casting, pues al estar en la espera de su amiga, gritó desesperada por la demora, siendo captada por las cámaras desde adentro, lo que llamó la atención de los productores quienes le pidieron que se una, ya que veían en ella la niña caprichosa, muy engreída y dulce que faltaba, y así quedó seleccionada como participante del programa concurso denominado Combate, en el cual fue parte del equipo azul, y destacó entre varios concursantes por su carisma, lo cual la mantuvo en el programa durante 3 años gracias a los votos de los televidentes. También formó parte del programa Cámara Loca, como presentadora, además de diversos espacios en el canal anexo de RTS, La Tele.

### Ecuavisa
El 2 de julio de 2013, firma contrato con Ecuavisa para ser parte del programa matinal En Contacto, producido por Catrina Tala, donde compartió el set junto a Úrsula Strenge, María Teresa Guerrero, Andrea Rendón, Diego Spotorno y Efraín Ruales, quien fue pareja de la presentadora. Junto a Henry Bustamante, presentó el reality de baile y canto, Tumbao. También formó junto a Erick Mujica, Henry Bustamante y Evelyn Vanessa Calderón, el elenco de Locos por el talento, un programa semanal que recoge el resumen de los participantes de la tercera temporada de Ecuador Tiene Talento de 2014.
En septiembre de 2016 anunció su salida del programa matinal En Contacto. Luego se anunció que formaría parte del elenco de la tercera temporada de la telenovela de Ecuavisa, 3 familias, interpretando el papel de Jaritza, una chica ruda y altanera, compartiendo espacio con Martín Calle, Cecilia Cascante, Frank Bonilla, Marcela Ruete, Érika Vélez y Christian Maquilón.

### Regreso a Combate
El 23 de junio de 2017 volvió a RTS como presentadora del programa Combate, junto a Eduardo Andrade, en reemplazo de Doménica Saporiti, quien en la noche de su regreso al programa la coronó como la Princesa del Prime Time. Pincay permaneció en el programa hasta su cancelación el 31 de agosto de 2018.

### Teatro
Protagonizó en octubre de 2015, junto a Efraín Ruales, un musical llamado Engrapados, con el que Michela debutó en el teatro. El proyecto se dio luego que Catrina Tala decidiera ponerlo en marcha al saber el deseo de Michela por protagonizar un musical, y ver su talento en el baile y el canto durante su trabajo en En Contacto, donde Pincay tenía por costumbre molestar a sus compañeros de trabajo parodiando temas musicales dirigidos hacia ellos, incluso colaboró junto a Nikki MacKliff en el tema musical Nuestro amor es único, y grabaron a dúo el tema Lo sigo amando. El musical fue dirigido por Víctor Aráuz y Jéssica Páez, escrito por Ronald Bustamante y producido musicalmente por Joan Sánchez, en el cual Michela interpreta el papel de Lupe, una niña consentida por su padre, interpretado por Frank Bonilla, el cual es dueño de la empresa familiar La Probadita S.A. y quiere que su hija contraiga matrimonio con su novio, interpretado por Leonardo Moreira, el cual está tras la fortuna familiar, sin embargo el mensajero de la empresa, interpretado por Efraín Ruales, quien está enamorado en secreto de Lupe, saldrá a su rescate. Además compartió escena junto a los actores Álex Vizuete, Magda Salinas, Angie González y Fernando García.

### Vida empresarial
El 19 de mayo de 2016 lanzó una línea de fragancias y cremas denominada LoveOn, en conjunto con la tienda De Prati, incursionando por primera vez en el mundo empresarial. Su marca es PinBu, que es la unión de sus dos apellidos, Pincay y Bustamante.

### Internet
En octubre de 2017 se estrenó la serie web Peligro de gol, donde Michela interpreta el papel protagónico de Laura, hermana de Darío, interpretado por Juan José Jaramillo, uno de los hinchas del Deportivo San Horacio que junto a sus amigos intentan que el equipo no pierda y baje a segunda categoría del campeonato local, en el cual están apostando de forma ilegal. Esta serie se realizó para la plataforma digital de CNT Play, y transmitida por CntSports.

### TC Televisión
En septiembre de 2018, Michela fue contratada por TC Televisión para formar parte del elenco de la nueva serie Calle amores para el 2019, donde interpretará a Pierina Malo, una niña consentida. Al año siguiente forma parte del programa matinal De casa en casa.

## Filmografía

### Series y telenovelas
| Año  | Título         | Personaje       |
| ---- | -------------- | --------------- |
| 2019 | Calle amores   | Pierina Malo    |
| 2017 | 3 familias     | Yaritza Dávalos |
| 2017 | Peligro de gol | Laura           |

### Programas
| Año         | Programas       | Rol                    |
| ----------- | --------------- | ---------------------- |
| 2020 - Act. | De casa en casa | Presentadora           |
| 2017 - 2018 | Combate Ecuador | Presentadora           |
| 2013 - 2016 | En contacto     | Presentadora           |
| 2010 - 2012 | Combate Ecuador | Competidora y Ganadora |